# Bartłomiejowice (Lublin)
Pour les articles homonymes, voir Bartłomiejowice.
Bartłomiejowice (prononciation [bartwɔmjɛjɔˈvit͡sɛ]) est un village de la gmina de Wąwolnica du powiat de Puławy dans la voïvodie de Lublin, situé dans l'est de la Pologne.
Il se situe à environ 4 kilomètres au nord-ouest de Puławy (siège de la gmina), 16 kilomètres au sud-est de Puławy (siège du powiat) et 33 kilomètres à l'ouest de Lublin (capitale de la voïvodie).
Le village compte approximativement une population de 180 habitants.

## Histoire
De 1975 à 1998, le village est attaché administrativement à l'ancienne voïvodie de Lublin.

Depuis 1999, il fait partie de la nouvelle voïvodie de Lublin.